# WIN WIN Gothenburg Sustainability Award
WIN WIN Gothenburg Sustainability Award, tidigare Göteborgspriset för hållbar utveckling och innan dess Göteborgs internationella miljöpris, är ett internationellt pris på 1 miljon kronor som har delats ut årligen sedan 2000 med syfte att uppmärksamma personer eller organisationer som gör insatser för hållbar utveckling och som är viktiga förebilder i frågan. Priset instiftades av den tidigare ordförande i Göteborg kommunstyrelse, Göran Johansson, och affärsmannen Carl Bennet.
År 2018 grundades det internationella ungdomspriset, WIN WIN Youth Award, för unga mellan 13 och 29 år. Priset på 50 000 kronor syftar att stärka och belöna unga personer som har gått från ord till handling för att bidra till omställningen till en mer hållbar värld. 
WIN WIN Gothenburg Sustainability Award organiseras som en ideell förening med en verksamhetschef och ett kansli i Göteborg. Varje pris har en egen jury med 7 medlemmar.  Priset finansieras av 12 medlemmar från offentlig sektor, näringsliv och akademi: Göteborgs Stad, Västra Götalandsregionen, Chalmers Tekniska Högskola, Göteborgs Universitet, AP2, Getinge, Essity, SEB, SKF, Elanders, Carl Bennet AB och Coop Väst.
Enligt priset stadgar utses styrelseordförande av kommunstyrelsen i Göteborg och är idag kommunstyrelses ordförande Jonas Attenius..  

## Pristagare
- 2000 Geoffrey Ballard, företagsledare och entreprenör, för sina insatser att kommersialisera bränslecellstekniken[6]
- 2001 Miljömärkningsorganisationerna FSC och KRAV för insatserna att anpassa jord- och skogsbruk till en hållbar utveckling.
- 2002 Gro Harlem Brundtland för insatsen att mynta begreppet hållbar utveckling.
- 2003 Hans Eek, Sverige, och Wolfgang Feist, Tyskland, för ”passiva hus”-tekniken att bygga bostäder utan värmesystem.
- 2004 Joan Bavaria från USA och Tessa Tennant från Storbritannien, banbrytare inom hållbara investeringar.
- 2005 Det rwandiska Marabakooperativet, Abahuzamugambi för sitt arbete med att producera socialt, ekonomiskt och ekologiskt hållbart kaffe.
- 2006 Takeshi Uchiyamada, Takehisa Yaegashi och Yuichi Fujii för sina bidrag till utvecklingen av världens första kommersiella hybridbil, Toyota Prius.
- 2007 Al Gore för hans arbete med att väcka mänsklighetens insikt om klimatlägets allvar – och vad vi alla kan och måste göra.
- 2008 Theo Colborn, Margot Wallström, Jan Ahlmbom och Ulf Duus, för deras olika men kompletterande bidrag för att visa på kemikaliernas negativa effekter på ekosystem och hälsa.
- 2009 Anna Kajumulo Tibaijuka, Enrique Peñalosa och Sören Hermansen
- 2010 Ken Sherman, oceanograf och marinbiolog från USA och Randall Arauz, ordförande för miljöorganisationen PRETOMA i Costa Rica, för deras bidrag till lösningar för en hållbar relation till havet
- 2011 Kofi Annan och Tigrayprojektet i Etiopien får priset för arbetet med en bärkraftig livsmedelsförsörjning på den afrikanska kontinenten.
- 2012 Michael Biddle [7] och Björn Söderberg [8]
- 2013 Janine Benyus[9] och Pavan Suhkdev[10] på temat Naturens tjänster och sinnrika lösningar
- 2014 Paul Polman för hans inspiration till att sociala värden och miljö tas i beaktande i företagsvärlden.[11]
- 2015 Peter Hennicke[12], Beate Weber-Schuerholz[13] och Jeremy Legget[14] på temat Energiomställningen – solenergi och energieffektivisering.
- 2016 Park Won-Soon, borgmästare i Seoul, en av världens första sharing cities[15][16][17][18].
- 2017 Alejandro Aravena tillsammans med arkitektbyrån ELEMENTAL för deras innovativa arbete för hållbara bostäder.[19]
- 2018 Kalundborg Symbiosis, ett samarbete mellan nio företag i den danska staden Kalundborg, varit en pionjär inom industriell symbios.[20]
- 2019 Arash Derambarsh för hans arbete mot matsvinn, vilket resulterat i en lagändring i Frankrike som förbjuder franska matbutiker och restauranger att slänga eller förstöra mat som inte går att sälja.[21]
- 2020 IPBES, den Internationella Forskarpanelen för Biologisk Mångfald och Ekosystemtjänster.[22]
- 2021 Jóhannes Stefánssonden isländske visselblåsaren som avslöjade en utbredd korruptionskultur kopplad till fiskekvoter.[23]
- 2023 Gårdsfisks grundare Johan Ljungqvist och Mikael Olenmark som skapat ett fullständigt integrerat lant- och vattenbruk där fisk kan produceras i stor skala utan att ta marina resurser i anspråk.
- 2024 ITUC Just Transition Centre som säkerställer att arbetare har en röst i den gröna omställningen och på så sätt säkerställer en rättvis och inkluderande omställning.